# Solomon Robert Dresser

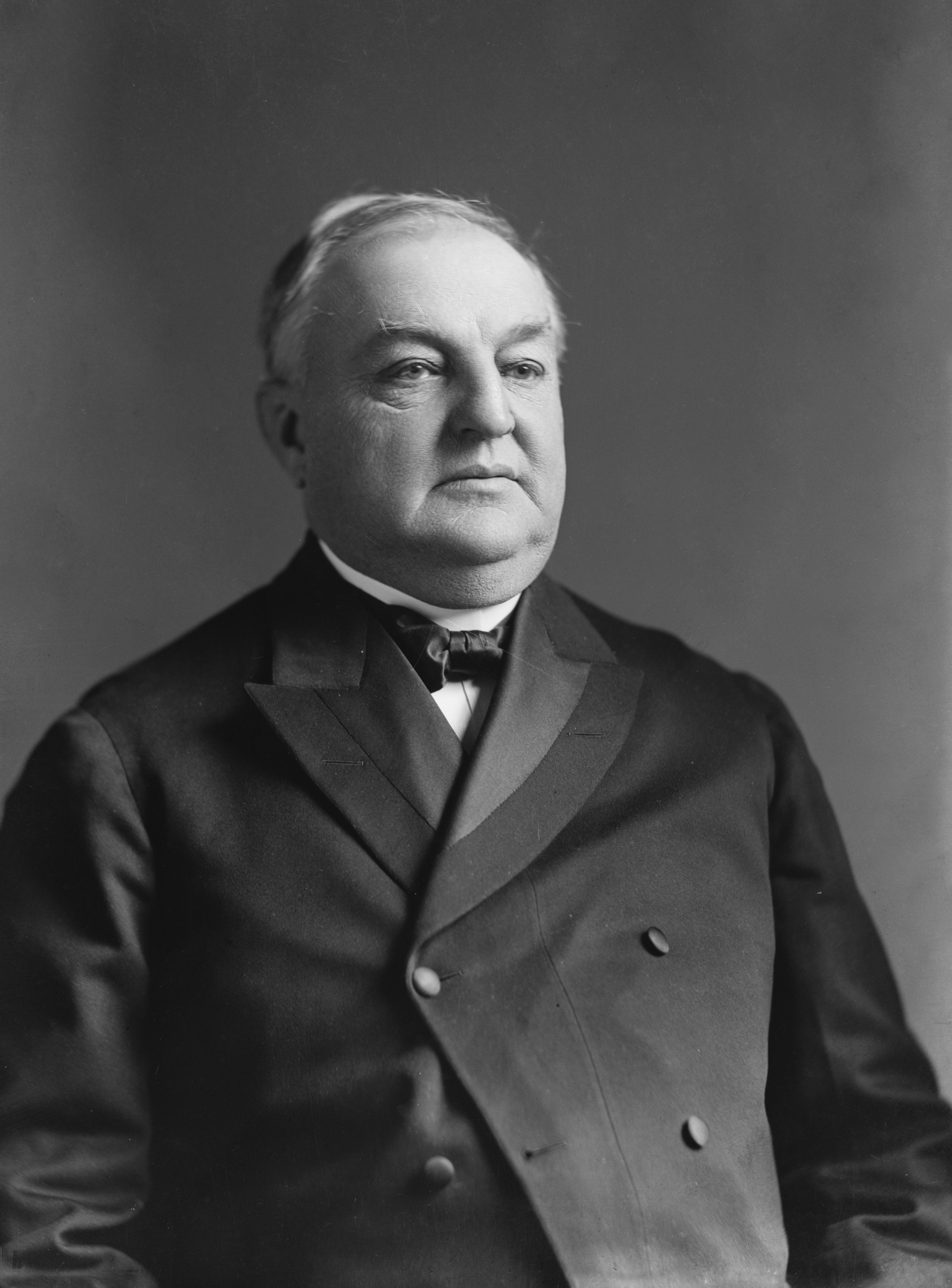
Solomon Dresser (zwischen 1903 und 1905)

Solomon Robert Dresser (* 1. Februar 1842 in Litchfield, Hillsdale County, Michigan; † 21. Januar 1911 in Bradford, Pennsylvania) war ein US-amerikanischer Politiker. Zwischen 1903 und 1907 vertrat er den Bundesstaat Pennsylvania im US-Repräsentantenhaus.

## Werdegang
Solomon Dresser besuchte die öffentlichen Schulen seiner Heimat und das Hillsdale College. Bis 1865 arbeitete er in der Landwirtschaft. Danach machte er sich als Erfinder von Ausrüstungsgegenständen für die Öl- und Gasförderung einen Namen. Seit 1872 lebte er in Pennsylvania, wo er selbst in der Öl- und Gasbranche arbeitete. Er war Gründer und Präsident der Firma S.R. Dresser Manufacturing Co. Politisch schloss er sich der Republikanischen Partei an.
Bei den Kongresswahlen des Jahres 1902 wurde Dresser im 21. Wahlbezirk von Pennsylvania in das US-Repräsentantenhaus in Washington, D.C. gewählt, wo er am 4. März 1903 die Nachfolge von Summers Melville Jack antrat. Nach einer Wiederwahl konnte er bis zum 3. März 1907 zwei Legislaturperioden im Kongress absolvieren. Im Jahr 1906 verzichtete er auf eine weitere Kandidatur. Nach seiner Zeit im US-Repräsentantenhaus nahm Dresser seine früheren Tätigkeiten wieder auf. Er starb am 21. Januar 1911 in Bradford, wo er auch beigesetzt wurde.